# Red Mask

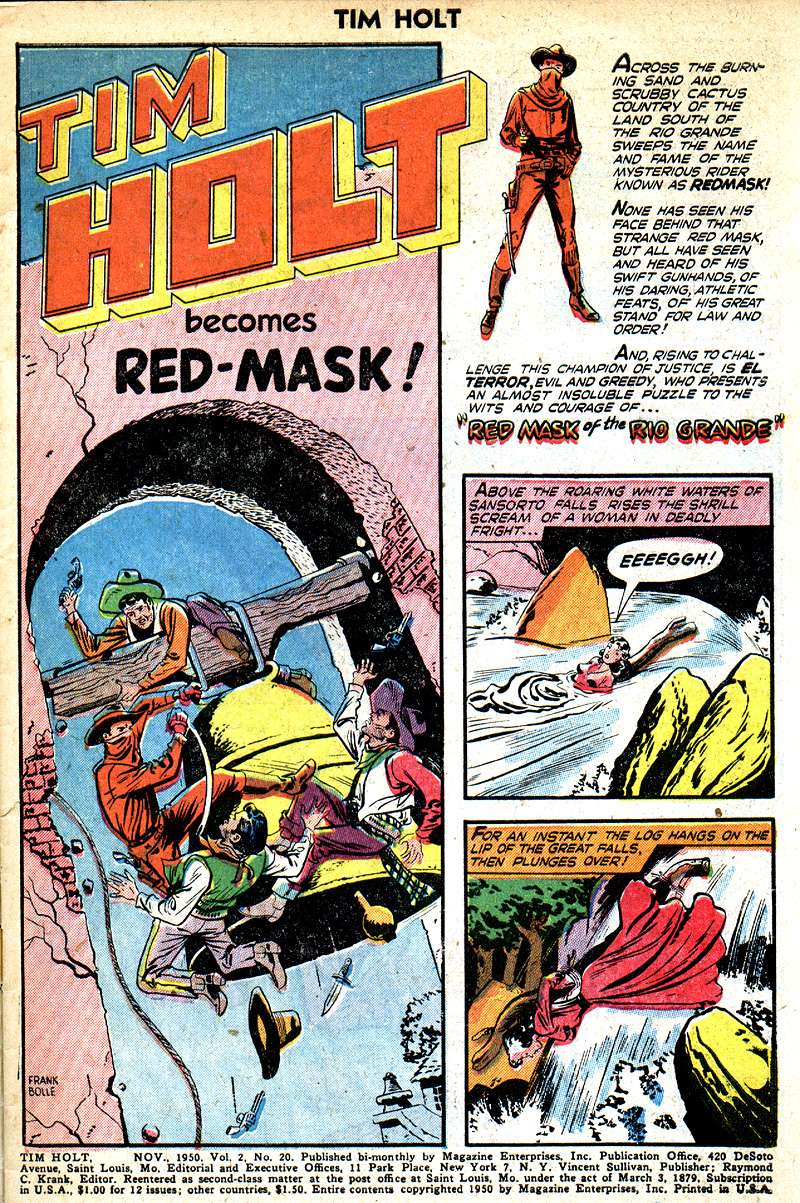
estréia de Red Mask, Tim Holt #20, arte Frank Bolle

Red Mask (Máscara Vermelha, no Brasil) é um cowboy fictício dos quadrinhos da Magazine Enterprises. Ele surgiu na revista Tim Holt# 20 (novembro de 1950), que era inspirada no cowboy do cinema, o ator Tim Holt, que estrelava filmes de western nos anos 40. Na edição 20 foi anunciado "Tim Holt como Red Mask" numa decisão do editor Ray Krank (o mesmo de Ghost Rider). O herói foi desenhado por Frank Bolle.  Daí para frente o personagem usando um chapéu e uma roupa vermelha, além de uma máscara da mesma cor no estilo do Durango Kid, dominaria a revista até o número 54, de setembro de 1957. (No número 42 a máscara muda para outra do estilo do Lone Ranger). Essa metamorfose de Tim Holt para um herói mascarado é creditada as histórias de super-heróis, que haviam tido o auge nos anos 40, mas que nos anos 50 estavam em baixa. De certa forma os quadrinhos de western começaram a suprir essa lacuna, com alguns caubóis adquirindo características especiais: antes de Tim Holt se transformar em Red Mask, já havia sido visto a mudança de Calico Kid, que ao se revelar como Rex Fury, adotou a fantasia do Ghost Rider (em português, Cavaleiro Fantasma), e se tornou a nova sensação do gênero. 
Red Mask, como alter ego de Tim Holt, também apareceu na série Best of the West, dividindo a revista com Ghost Rider, Straight Arrow (Flecha Ligeira) e Durango Kid, todos no estilo de super-heróis do Western.
Red Mask foi republicado nos anos 60 pela I. W. Reprints (4 edições). Em 1971, a Skyward Comics republicou duas aventuras de Red Mask em Blazing Six-Guns e uma em Wild Western Action (#3). Em  1989-90, a AC Comics também republicou Red Mask em algumas revistas. 
No Brasil, Tim Holt como o Máscara Vermelha apareceu na revista Tim Holt / O Lobinho, da EBAL.